# 사우스글로스터셔

사우스글로스터셔의 위치

사우스글로스터셔(영어: South Gloucestershire)는 잉글랜드 글로스터셔주에 위치한 단일 자치구로 중심 도시는 예이트이며 면적은 496.94km2, 인구는 271,556명(2014년 기준)이다. 1974년 4월 1일에 신설되었다.